# فهد شرق إفريقي
الفهد الشرق إفريقي (الاسم العلمي: Acinonyx jubatus jubatus) هو جُمهرة من الفهود في شرق إفريقيا. يعيش في الأراضي العشبية والسفناء في تنزانيا وكينيا وأوغندا والصومال. يعيش الفهد بشكل أساسي في نظام السيرينغيتي البيئي، بما فيها محمية ماساي مارا الوطنية ومنطقة تسافو الطبيعية.